# 黑龙江球孢虫
黑龙江球孢虫（学名：Sphaerospora amurensis）为球孢科球孢虫属的动物。分布于俄罗斯以及广东、湖北、四川、浙江等，营寄生生活，寄生在鲩、青鱼的鳃、鼻腔、口腔。